# 俄法战争
俄法戰爭，亦称俄衛國戰爭、1812愛國者戰役、拿破崙征俄戰爭，是拿破仑战争的一部分，為法蘭西第一帝国的拿破侖一世在1812年對俄罗斯帝国展開的軍事攻勢，旨在迫使對方參與大陸封鎖圍堵英國。拿破崙被列作世界史內最血腥的軍事活動之一。該戰事法軍雖然成功佔領莫斯科，卻因其龐大的人命死亡數字而備受矚目：雙方在持續不足六個月時間裡，有將近百萬的兵卒和平民死亡，最後因後勤不足，以法國方面撤退而令俄國追擊下，獲得戰略勝利而告一段落。
柴可夫斯基的1812序曲就是描繪這場戰爭。

## 背景

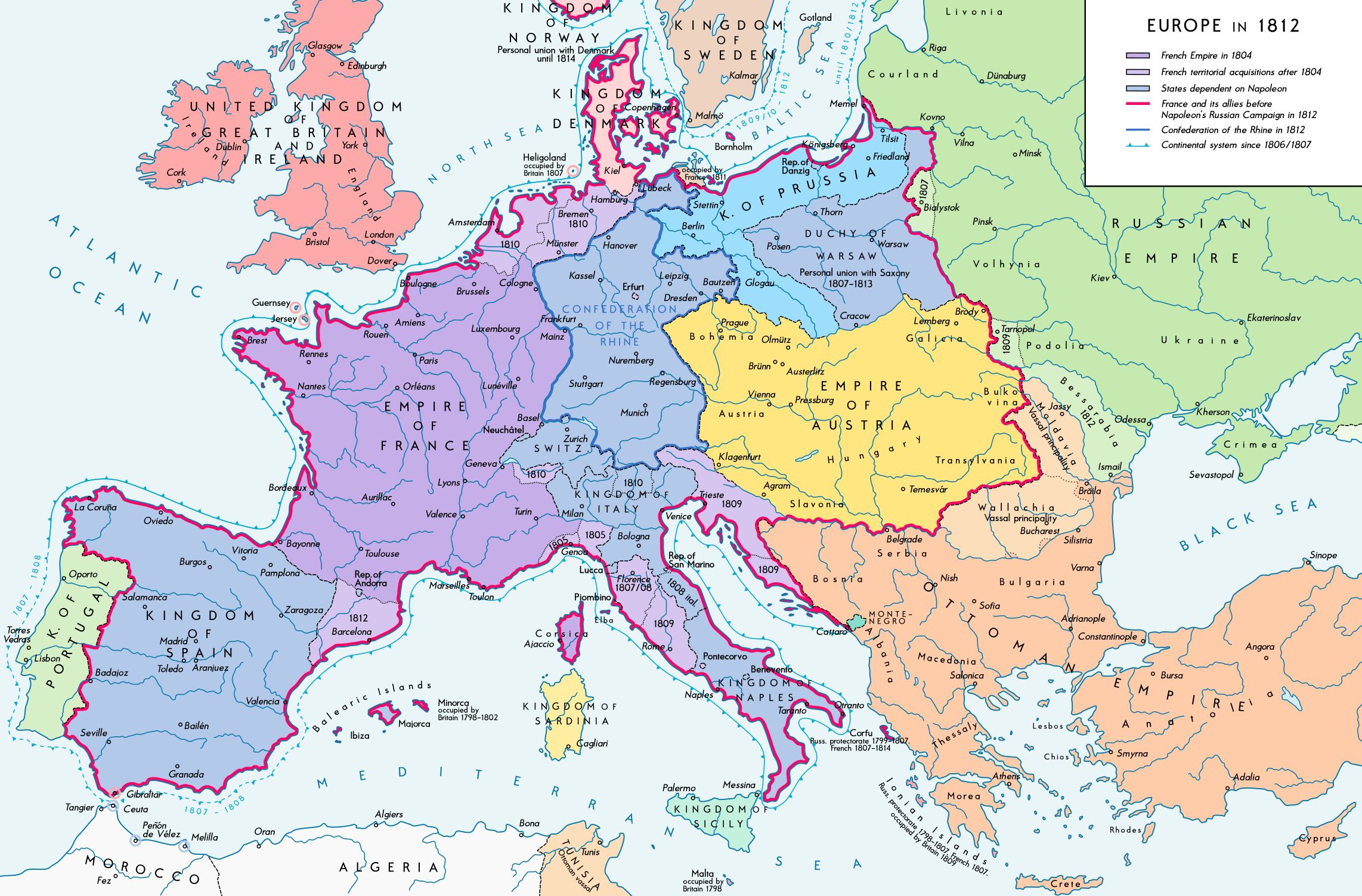
1812年法俄戰爭前的法兰西第一帝国勢力範圍

1812年，拿破侖一世在欧洲大陆获得了空前的军事胜利，法国佔领了幾乎整個意大利、德意志地區（成立了受法國控制的萊茵邦聯），擊败了歐洲強國奧地利，大敗普鲁士，控制了西班牙、荷蘭等地。为了获得整個欧洲的霸权，让当时的法國的死敌、海上帝國英國臣服，法國联合其他欧洲大国发起了“大陆封锁”政策，但俄國處於自身利益的考虑，且对法國的擴張存有强烈的戒心，所以在参加法國的大陆封锁一段時间后退出了和法国的联盟，也不願配合對英國的經濟封鎖，英國的商品因此經由俄羅斯源源不絕地進入歐洲大陸，俄國因此成为歐洲大陸阻止拿破侖争奪歐洲霸權的中堅力量。俄國的敵對行為招致拿破侖的愤怒，并萌生通過战争迫使俄国投降的念头。
從1811年開始，为了准备入侵俄国，拿破仑的军事和外交政策有越来越强的针对性。1812年春，法国分别同普鲁士和奥地利结成短暂的军事同盟。根据盟约，为了对俄作战，普军2萬人，奧军3万人归拿破仑指挥。法国的其它附庸国政府也开始训练远征俄国的军队。在这一年，拿破侖准备了空前强大的军队，其控制的由歐洲各民族组成的军队总数达到约120万人，其中一半用于进攻俄国。
俄国在获悉法国即将入侵的消息后，也采取了相应的措施备战，包括加强军队和预防战时孤立无援的措施。在外交方面，俄国也有所建树，1812年4月，俄国同瑞典缔结盟约，规定双方共同行动，反对法国。战争爆发后，俄英缔结了和约，结束同土耳其的战争，对俄国来说，和英国这个海上帝国结盟是政治上的巨大胜利。
1812年夏，拿破仑集结军队61万，分为三路，其中中路由其亲自带领指挥，这支庞大的军队被拿破仑称为“大軍團”，大軍團在法国控制的华沙公国集结，6月24日，渡过涅曼河，向俄国不宣而战，这场为了争夺欧洲霸权的战争爆发了。

## 战前两军实力对比
法国和俄国两国战前的军事力量对比：
法国：作战兵力61万，分为两个梯队，第一梯队分3个集团，共44.4万人，940门火炮；第二梯队17万人，432门火炮；
俄国：西部边境军队共24万，後增至63萬，分3个集团，火炮942门。

## 战争进程
战争开始时，俄国由于防守薄弱，只有兵力约24万人，不足以抵抗在此前欧洲无敌的拿破仑军队。巴克萊·德托利接任指揮官後采取了撤退且堅壁清野的策略，并沿途放火，实行焦土政策，把法军途经之处烧得一干二净，这一步打乱了拿破仑速战速决的原计划，也令拿破仑原本想边作战边抢夺补给的计划泡汤。拿破仑只好深入俄国境内，期望能佔领俄国第一大城市莫斯科，然后让俄国投降，以签署对自己有利的条约和获得食粮。

### 進入俄國
1812年6月13日，法軍越過涅曼河進入俄國境內。法军进入俄国腹地后，遇到俄国军民的有效抵抗，尤其是战争开始后不久，俄国的天气很快进入了秋冬天气，寒冷的俄国旷野让远道而来的法国士兵水土不服，而俄军在撤退的时候坚壁清野，法国军队的士气开始动摇。法軍一直到9月份才與俄軍接觸。

### 博羅金諾戰役

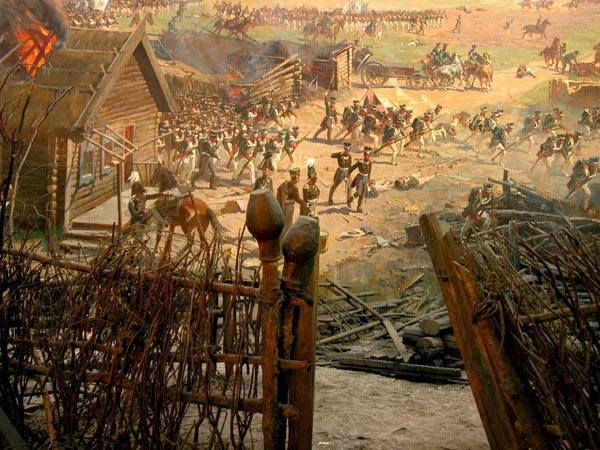
博羅金諾戰役 Franz Roubaud繪

拿破崙親自領導的中央法軍在渡過尼曼河時有將近286,000人，但在戰役開始之初卻只剩下161,475人，大多數的士兵死於飢餓和疾病。俄軍不斷地後退，使沙皇撤換巴克萊·德托利伯爵。新任俄軍統帥米哈伊爾·庫圖佐夫在距離莫斯科約125公里處建立了防禦陣地。他在博羅金諾村旁選了一片非常適合防守的土地，從9月3日起加強防禦工事。

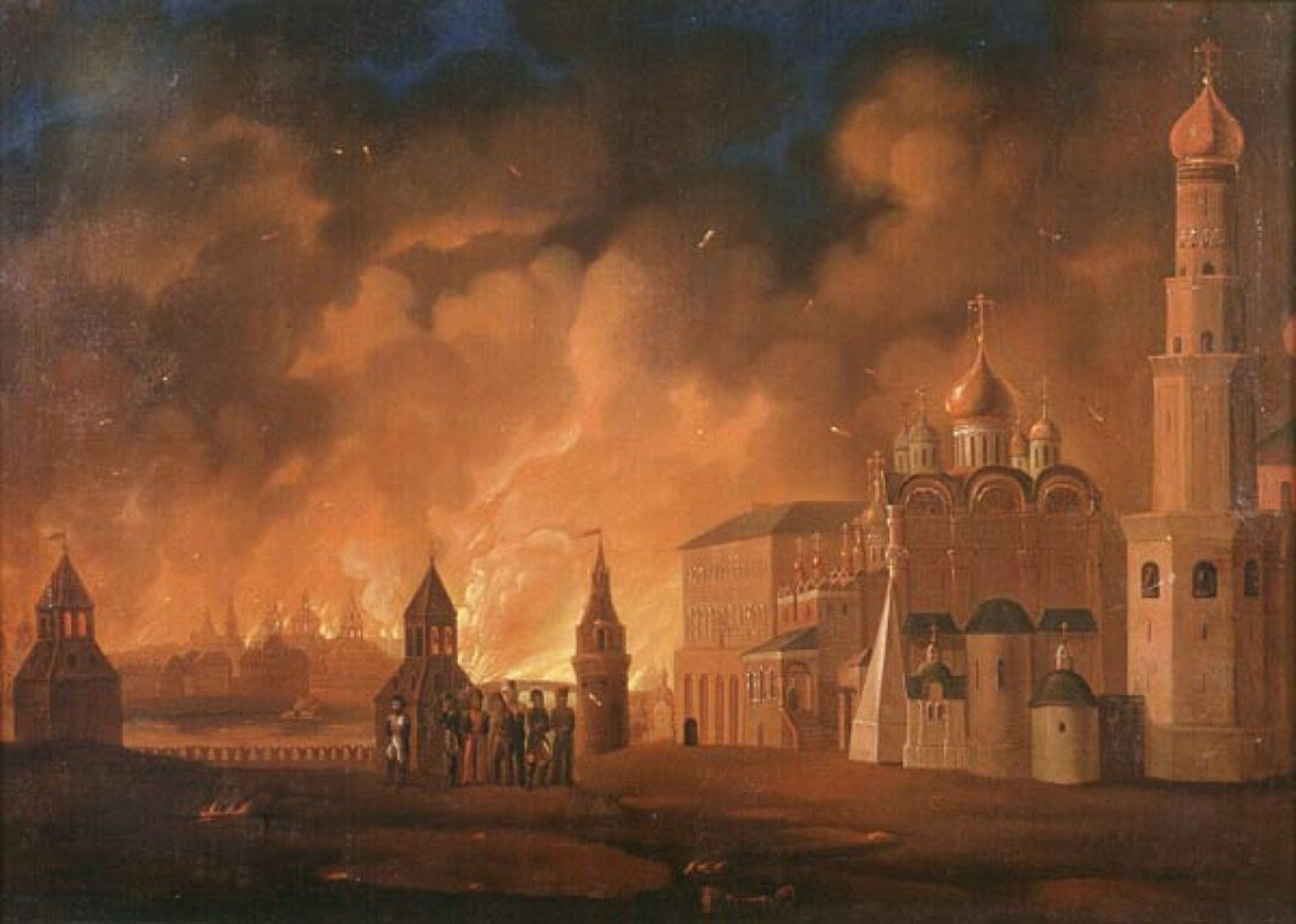
莫斯科大火1812年9月

9月7日，法軍跟負責防守的俄軍在莫斯科前方的博羅金諾發生了激烈的戰鬥。最後俄軍全軍撤退。庫圖佐夫決定放棄莫斯科，俄軍帶走所有糧食且釋放監獄的囚犯，由最後一批撤離的士兵放火燒城。等到法軍攻入克里姆林宮時，莫斯科已經是一片焦土的空城了。

### 法軍撤退開始‧俄國追擊
法軍攻占莫斯科後，拿破崙明白情況不利，曾向俄國提議停戰，卻未獲答覆。這時寒冷的冬季已經來臨，前線飄雪，法軍過分深入，補給線又太長。拿破崙在10月19日終於下令撤退，沿路往西撤退。等到法軍開始撤退後，俄軍主力蠢蠢欲動，緊跟法軍後方。但不派出主力跟法軍交戰，只用哥薩克騎兵、游擊隊埋伏騷擾法軍。

### 別列津納河戰役

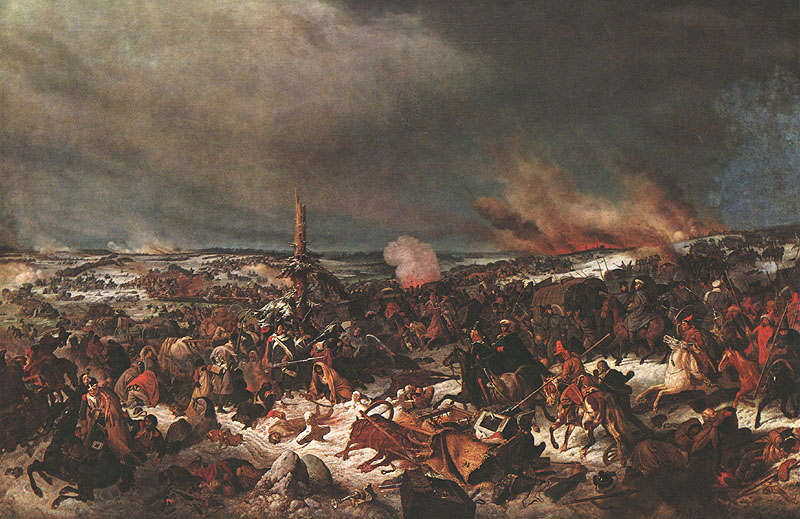
別列津納河戰役，俄法戰爭的最後一場戰役

11月底法軍穿越別列津納河時，被俄軍砲擊，死傷慘重。11月29日晨，維克多的後衛部隊過橋之後，立即將橋焚毀，這才逃離了俄軍的追殺。完成在俄國法軍全線的大撤退。法軍撤退到華沙後，原本60多萬的大軍已經剩下不到6萬人。

## 战争影响
俄法战争对欧洲产生了深远的影响：拿破仑帝国因为战败而分崩离析，其建立的欧洲秩序很快就被逆转，並遭到毁灭性打击，很多法国佔领的领土发生民族独立运动。拿破仑本人也因为战败而退位，被放逐到意大利沿海的一个小岛──厄尔巴岛上。通过俄法战争和后来的滑铁卢战役，拿破仑一世的军事和政治生涯就此终结。

## 相關作品
- 俄國作家托爾斯泰《戰爭與和平》
- 俄國作曲家柴科夫斯基《1812序曲》
- 俄國民歌《士兵兄弟》

## 外部連結
- 拿破崙征俄之戰（页面存档备份，存于）